# Borsodszirák megállóhely
Borsodszirák megállóhely egy Borsod-Abaúj-Zemplén vármegyei vasúti megállóhely Borsodszirák településen, a MÁV üzemeltetésében. A település központjának déli részén helyezkedik el, közvetlenül a községen átvezető 2617-es út vasúti keresztezése mellett, közúti elérését az az út biztosítja.

## Vasútvonalak
A megállóhelyet az alábbi vasútvonalak érintik:
- Sajóecseg–Hídvégardó-vasútvonal

## Kapcsolódó állomások
A megállóhelyhez az alábbi állomások vannak a legközelebb:
- Boldva megállóhely (Sajóecseg–Hídvégardó-vasútvonal)
- Edelény alsó megállóhely (Sajóecseg–Hídvégardó-vasútvonal)

## Forgalom
| Járat        | Útvonal | Gyakoriság |
| ------------ | --- | ---------- |
| személyvonat | Miskolc-Tiszai – Miskolc-Gömöri – Szirmabesenyő – Sajókeresztúr – Sajóecseg – Alsóboldva – Boldva – Borsodszirák – Edelény alsó – Edelény – Szendrőlád (– Büdöskútpuszta) – Szendrő – Szendrő felső – Szalonna – Perkupa – Jósvafő-Aggtelek – Bódvaszilas – Komjáti – Tornanádaska | 2 óránként |